# أي إيتشي نيجيشي
أي إيتشي نيجيشي (14 يوليو 1935 - 6 يونيو 2021)، عالم كيمياء عضوية ياباني. حصل على جائزة نوبل في الكيمياء عام 2010 متقاسمها مع الأمريكي ريتشارد هيك والياباني أكيرا سوزوكي وذلك لتطويرهم وسيلة تسهل تصنيع كيماويات مركبة مثل الموجودة في الطبيعة ومن بينها مواد يمكن أن تساعد على مكافحة السرطان.

## روابط خارجية
- أي إيتشي نيجيشي على موقع الموسوعة البريطانية (الإنجليزية)
- أي إيتشي نيجيشي على موقع مونزينجر (الألمانية)
- أي إيتشي نيجيشي على موقع إن إن دي بي (الإنجليزية)